# 屏東縣立萬新國民中學
屏東縣立萬新國民中學位於屏東縣萬丹鄉新鐘村新鐘路8號。2001年由校長陳敏哲先生籌備並於2003年正式招生。
现任校长劉文宗。

## 外部連結
- 屏東縣立萬新國民中學 （页面存档备份，存于）